# Tiscali (berg)

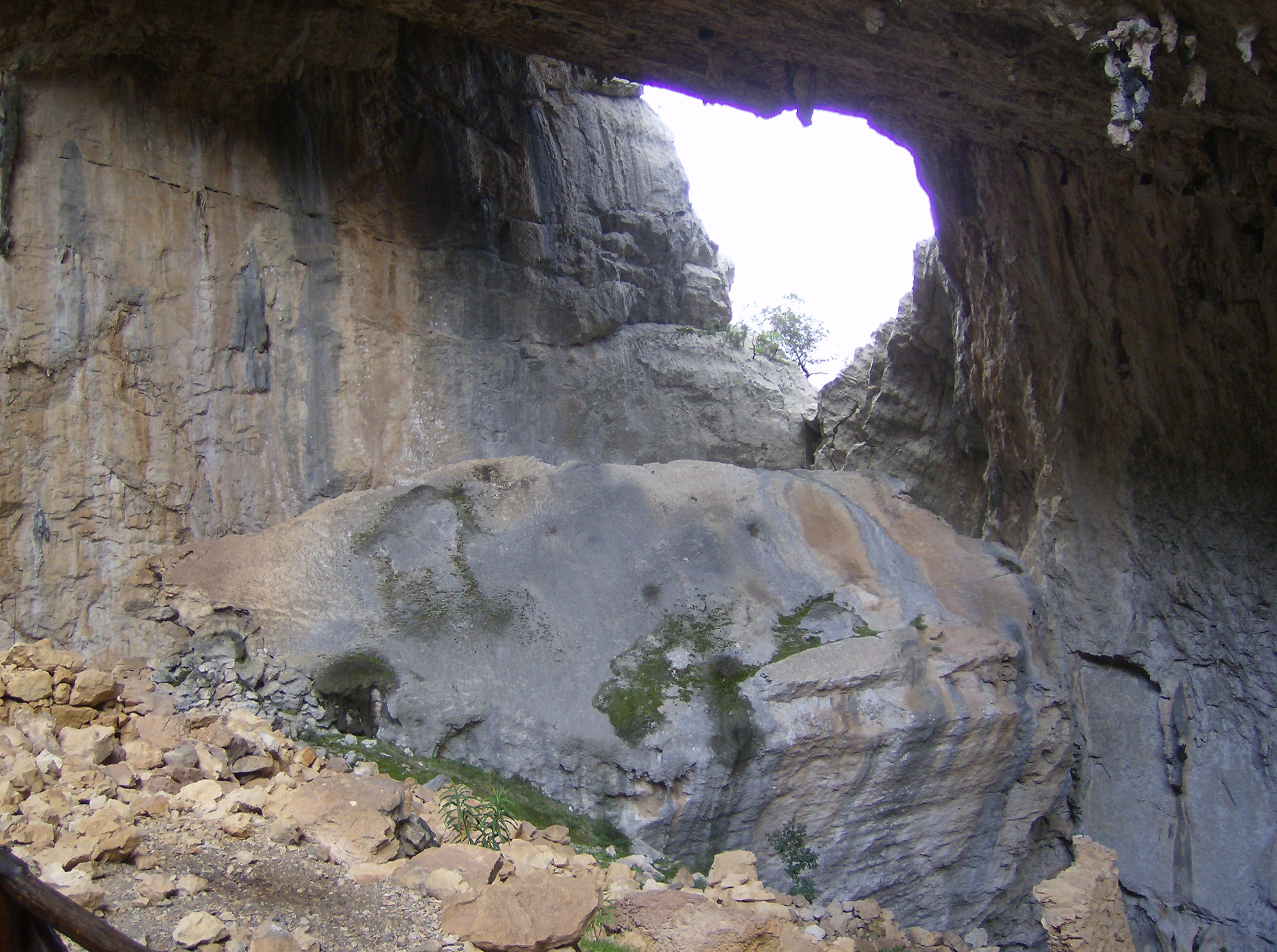
Tiscali van binnenuit gezien, Sardinië

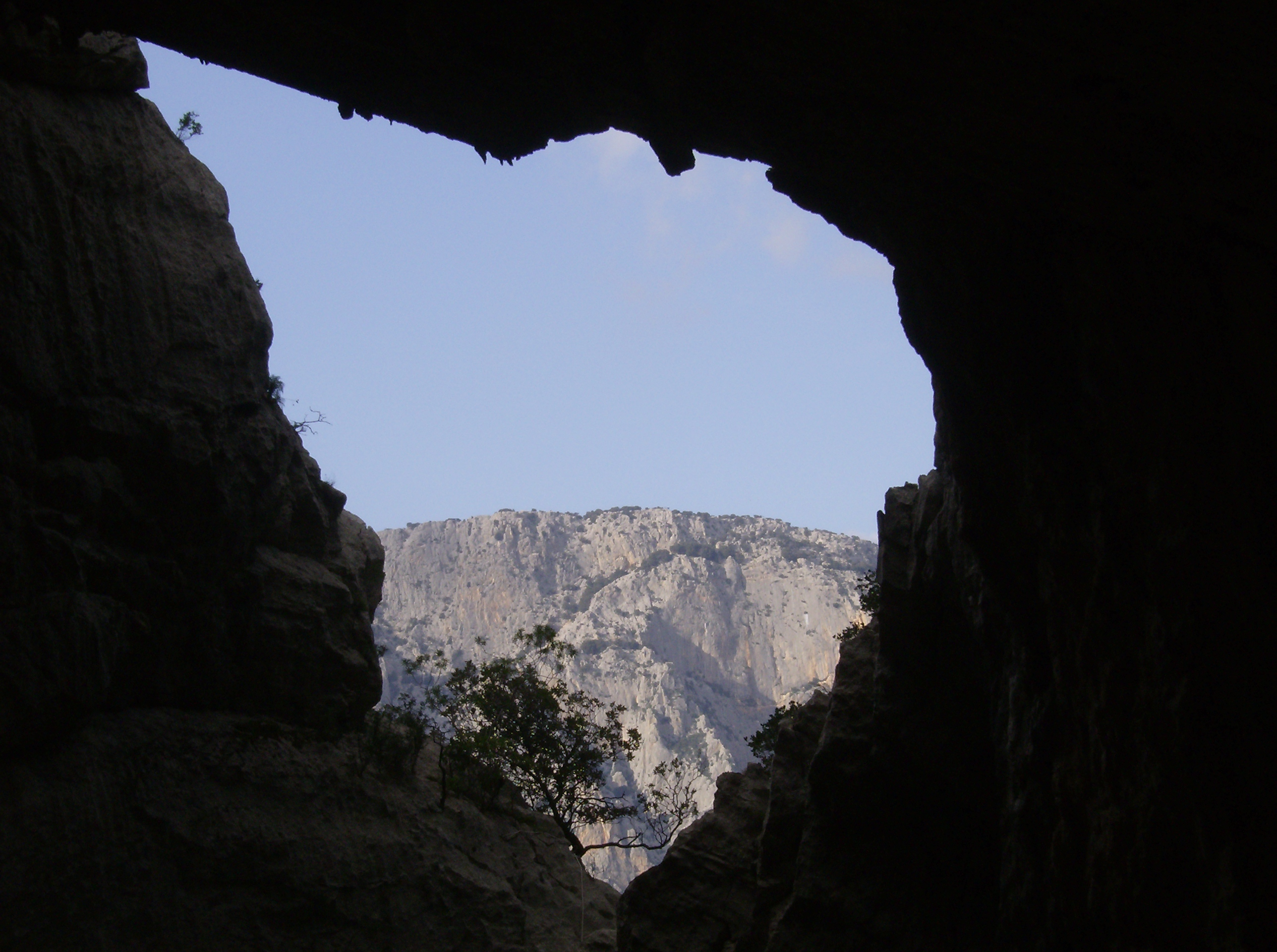
Tiscali van binnenuit gezien, Sardinië

Tiscali is een archeologische site in de gelijknamige  518 m hoge berg op het Italiaanse eiland Sardinië. Het ligt in het noorden van het Barbagia massief, in de buurt van het dorpje Dorgali.
De berg is met name bekend doordat hij hol is en van binnen ooit bewoond was. De bovenkant van de berg is ingestort en daardoor konden de bewoners van Sardinië zich in de berg vestigen, waarmee ze de Romeinen ontvluchtten.
In Tiscali zelf was het vervolgens lastig te overleven, aangezien er geen water was. Archeologen zoeken nog altijd uit hoe de bewoners hier hebben kunnen leven. Er staan binnen in Tiscali wel fruitbomen.
In Tiscali is momenteel een archeologisch onderzoek gaande naar de restanten van de bebouwingen. In Tiscali stonden nuraghi en 'huizen' en 'stallen' van verschillende formaten.
Een bezoek aan Tiscali is zeer de moeite waard. De berg is alleen te voet te bereiken en een tocht naar de ingang duurt minimaal twee uur. De routes zijn slecht aangegeven en er zijn geen (officiële) rustplaatsen, maar daardoor is het ook zeer rustig. Er zijn verschillende routes, waarbij sommige echt klimwerk vereisen. Doordat er van de bebouwing weinig overgebleven is, is de tocht naar Tiscali eigenlijk interessanter dan de archeologische plaats zelf. Als men van plan is Tiscali te bezichtigen, kan men dit bij voorkeur in de winter of de lente doen, aangezien de Sardijnse zon in de zomer erg heet is.
In Tiscali wordt entreegeld geheven (in oktober 2014 was dit € 5,- p.p.) en er worden rondleidingen verzorgd.
Het telecombedrijf Tiscali, waarvan de oprichter in Cagliari woont, is genoemd naar deze berg.